# Карел Косик
Карел Косик (на чешки: Karel Kosík) е чешки марксистки философ. В най-известната си философска работа „Диалектика на конкретното“ (1963), Косик представя една оригинална интерпретация на идеите на Карл Маркс в светлината на феноменологията на Мартин Хайдегер. По-късните му есета могат да се определят като остра критика на съвременното общество от лява, но не строго марксистка позиция.

## Биография
Роден е на 26 юни 1926 г. в Прага, Чехословакия.
От 1 септември 1943 до ареста му от Гестапо на 17 ноември 1944 г. той е член на антифашистката комунистическа група за съпротива Předvoj (Авангард) и главен редактор на нелегалното списание Boj mladých („Битка на младите“). След изземване на изданието, Косик е обвинен в държавна измяна и многократно разпитван. От 30 януари до 5 май 1945 г. е затворен в концентрационния лагер Терезин.
От 1945 до 1947 г. Косик учи философия и социология в Карловия университет в Прага. През 1947 – 1949 г. посещава курсове в Ленинградския университет и Московския държавен университет в СССР. Дипломира се през 1950 г. в Карловия университет. В тази част от живота си той среща и бъдещата си съпруга Ружене Гребеничкова (по-късно лауреат на Хердерова награда). От този брак се раждат три деца – Антонин Косик, Ирена Косикова и Штепан Косик.
През 1963 г. публикува своя магнум опус „Диалектика на конкретното“, преосмисляне на марксистките категории от гледна точка на хуманизма и феноменологията. Този труд му носи международна репутация на водещ представител на хуманистичния марксизъм. По време на „Пражката пролет“ Косик е водещ застъпник за демократичния социализъм (заедно със своя колега Иван Свитак). Тази политическа ангажираност води до уволнението му от университета през 1970 г. Остава безработен до 1990 г., когато се завръща в обществения интелектуален живот като един от малкото видни леви социални критици от Централна Европа.
Умира на 21 февруари 2003 година в Прага на 76-годишна възраст.

## Произведения
- Čeští radikální demokraté (1958)
- Dialektika konkrétního (1963, 1965, 1966)
- Moral und Gesellschaft (1968, 1970)
- La nostra crisi attuale (1969, 1971)
- Století Markéty Samsové (1993, 1995)
- Jinoch a smrt (1995)
- Předpotopní úvahy (1997)
- Poslední eseje (2004)